# Société d'énergie de la Baie James

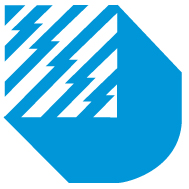
Logo de la Société d'énergie de la Baie James

La Société d'énergie de la Baie James (SÉBJ) est une filiale de la société d'État Hydro-Québec spécialisée dans la construction de projets énergétiques. Le siège de la société est situé à Montréal, au Québec.
Issue de la Loi du développement de la région de la Baie-James, la SEBJ est fondée en 1971. Elle a pour mandat principal de construire des installations de production et de transport d'électricité dans le territoire régi par la Convention de la Baie-James et du Nord québécois de 1975, dont elle est signataire. 
Elle a notamment été le maître d'œuvre du complexe hydroélectrique de la Baie-James, construit entre 1972 et 2013, dans le Nord-du-Québec.

## Histoire

### La création de la SÉBJ
Quelques mois après l'annonce du projet de la Baie-James, le Premier ministre Robert Bourassa présente le projet de loi 50 le 6 juillet 1971 à l'Assemblée nationale du Québec. Ce projet de loi prévoit la création de la Société de développement de la Baie-James (SDBJ), qui a le mandat de superviser les projets hydroélectriques ainsi que les autres activités industrielles dans la région (foresteries, mines, pêches, loisirs et tourisme). Des débats parlementaires de l'époque ressort la crainte de voir la SDBJ priver Hydro-Québec de certains pouvoirs, bien que celle-ci conserve 51% des parts de la Société. Ce projet de loi est alors très critiqué de la part des trois syndicats d'Hydro-Québec ainsi que du Parti Québécois. Lors des délibérations à l'Assemblée nationale, certains députés se lancent des injures et quelques-uns vont jusqu'à s'empoigner.
En réponse aux critiques, des amendements au projet de loi sont proposés pour clarifier le rôle d'Hydro-Québec par rapport aux autres sociétés de développement sous juridiction de la SDBJ. Contre toute attente, le projet de loi 50 est adopté le 14 juillet. Mais un débat continue quant aux infrastructures et à la gestion. 
Un des amendements stipule la création de la Société d'énergie de la Baie James (SÉBJ) ayant pour mandat de superviser le développement hydroélectrique dans la région nordique et qui est une filiale d'Hydro-Québec, et non de la SDBJ. La formule est retenue quelques mois plus tard, même si une affiliation demeure avec la SDBJ. Le 21 janvier 1972, Hydro-Québec s'engage à verser 700 millions de dollars en investissement dans la SEBJ, devenant ainsi l'unique actionnaire. Le 21 décembre de la même année, Bourassa annonce la mise en service de la SÉBJ.

### Développement hydroélectrique
En novembre 1972, les Cris de la Baie-James, inquiets du développement industriel dans la région et de son impact sur la pratique de leur mode de vie traditionnel, déposent une première injonction. Après 78 jours d'audience, 167 témoins convoqués à la barre et 10 000 pages de transcription, le juge Malouf accorde l'injonction demandée par les Cris, ce qui provoque l'arrêt immédiat des travaux. Insatisfaite du verdict, la SÉBJ ainsi que la SDBJ conteste la décision en Cour d'appel du Québec. Cette dernière infirme la décision du juge Malouf en stipulant qu'il est de l'intérêt commun que le projet soit mis en œuvre tout en exigeant que tous dommages ou pertes faits aux Cris doivent être compensés par le gouvernement québécois. La Cour d'appel reconnait également le droit ancestral des Cris sur les terres de la Baie-James et presse le gouvernement de négocier avec eux.
Des négociations sont alors entamées avec les Cris et quelques villages inuits et elles débouchent sur un accord de principe. L'accord, formellement ratifié le 11 novembre 1975, prend le nom de Convention de la Baie-James et du Nord québécois (CBJNQ), dont figure parmi les signataires la SÉBJ. L'entente prévoit entre autres que la SÉBJ versera 75 millions de dollars aux Cris et Inuits au fur et à mesure des mises en service des nouveaux aménagements hydroélectriques. En 1978, la SÉBJ signe une autre entente autorisant la construction de LG-1 à 37 kilomètres de l'embouchure de la rivière la Grande, plutôt qu'à 70 kilomètres comme le prévoyait la CBJNQ initialement.
Une résistance s'installe de la part des travailleurs d'Hydro-Québec présents au chantier de LG-2 face à la SÉBJ, maître d'œuvre du chantier. Au sujet des actes de vandalisme commis par des travailleurs lors du saccage de la Baie-James, la commission Cliche indique dans son rapport de 1975 comme source du litige l'échec des négociations entre la SÉBJ et la Fédération des travailleurs du Québec pour l'établissement d'un contrat exclusif d'embauche. La SÉBJ annonce le 13 mars 1979 qu'elle accepte un règlement hors cour avec les trois syndicats poursuivis pour le saccage afin de ne pas nuire aux chantiers en cours. Cette décision suscite à l'Assemblée nationale des réactions très polarisées.
En 1978, la SÉBJ devient indépendante de la SDBJ.
La SÉBJ signe un accord de recherche avec Environnement Canada, car, au moment de la signature de la CBJNQ, bien peu de biologistes et botanistes étudient le territoire alors qu'il est impératif de déterminer l'impact du développement industriel sur les écosystèmes. Qualifié « d'examen approfondi du territoire », les travaux, qui se sont terminés en 1979, rassemblent plus de 200 scientifiques et plus de 500 rapports ont été produits. Ces travaux ont été rassemblés dans un document publié par la SÉBJ intitulé Connaissance du milieu des territoires de la Baie-James et du Nouveau-Québec.
Sous la gestion de la SÉBJ, les complexes hydroélectriques suivants ont été mis en service : LG-1 (1994), Robert-Bourassa (1979), LG-2A (1992), LG-3 (1984), LG-4 (1984), Brisay (1993), Laforge-1 (1994), Laforge-2 (1996),  

### Réalisations récentes
La SÉBJ pilote en partenariat avec les Cris, conformément à la Paix des Braves de 2002, le projet de dérivation de 71% des eaux de la rivière Rupert vers le nord et la création des centrales hydroélectriques Bernard Landry (Eastmain 1-A) et Sarcelle, au coût de 5 milliards de dollars. Ces deux centrales ont une puissance combinée de 918 mégawatts et sont capables de produire 8,7 terawatts par année.
En 2003, la SÉBJ réalise pour la Société de transmission électrique de Cedars Rapids la construction d'une nouvelle ligne électrique de 71 km reliant le poste des Cèdres et la municipalité de Cornwall en Ontario.
Trois ans plus tard, soit en 2006, la SÉBJ met en service la centrale hydroélectrique d'Eastmain-1 qui est reliée par une ligne au poste de Némiscau à environ 80 km de la centrale.

## Administration
Au départ, le Conseil d'Administration (CA) de la SÉBJ est composé de cinq membres, dont trois proviennent d'Hydro-Québec et deux sont issus du CA de la SDBJ, dont le président et un autre coordonnateur. La composition du conseil d'administration est par la suite modifiée en raison de l'indépendance acquise par la SÉBJ face à la SDBJ en 1978.

### Liste des présidents de la SÉBJ
- Robert A. Boyd (1972 - 1976)
- Claude Laliberté (1978 - )
- Claudine Bouchard (2021 - )

## Annexe